# Doña Inés
Doña Inés es una pedanía del municipio español de Lorca, en la Región de Murcia.

## Geografía
Con 29,052 km², en 2008 la localidad contaba con 149 habitantes. Está situada junto a Coy, al norte del centro municipal, y forma parte de las "Tierras Altas". 
El pueblo se sitúa junto al río Turrilla, en torno a una plaza, centro de la actividad.
Se llega hasta ella por el mismo itinerario que hasta su vecino núcleo de Coy aunque será preciso desviarse un kilómetro. En total desde la capital municipal es preciso recorrer unos 34 km. para llegar a este pequeño núcleo que organiza su vida en torno a la Plaza de Doña Inés.

## Historia
En sus proximidades se encuentran importantes yacimientos arqueológicos, como la villa romana de los Cantos. Como algunas otras diputaciones vecinas su historia está ligada al devenir del territorio de Coy, al que estuvo administrativamente unido durante siglos. En los años 1960 consiguió su independencia. Perdió mucha población en los años 1960 y 1970 debido a la emigración. 
Localizada al norte del municipio, junto con Coy y Avilés conforman la esquina más septentrional del mismo. Su núcleo, donde se concentra la población, se agrupa y organiza en torno a la Plaza de Doña Inés, tratándose de una zona eminentemente agrícola, si bien en los últimos tiempos se han creado equipamientos de carácter turístico con la apertura de las casas rurales denominadas "Casas del Conde", rehabilitadas y puestas en valor mediante la participación en el programa Leader de la Comunidad Europea.

## Toponimia
El nombre de Doña Inés se debe a la esposa de Don Gonzalo Musso Muñoz, un noble de Caravaca de la Cruz dueño en el siglo XVIII de gran parte de la zona, incluyendo el terreno donde ahora se encuentra la pedanía. Éste decidió dar al lugar el nombre de su esposa.

## Economía
Su economía basada en la agrícola con grandes extensiones de cereal, almendros y vid. El turismo rural es sin duda el futuro de la población.